# Yottagram
Yottagram är en SI-enhet som motsvarar 1024 gram, alltså en kvadriljon gram. SI-symbolen för yottagram är Yg.
Namnet kommer från SI-prefixet yotta, som är lika med en kvadriljon.